# Orazione nell'orto (Botticelli)
L'Orazione nell'orto è un dipinto a tempera su tavola (53x35 cm) di Sandro Botticelli, databile al 1490-1493 circa e conservato nel Museo de los Reyes Católicos della Capilla Real a Granada.
La predicazione di Savonarola, che aveva fortemente influenzato il Botticelli, lo spinse nell'ultima parte della sua vita ad abbandonare le rappresentazioni allegoriche per dedicarsi solamente a dipinti sacri. 